# Junta governativa paulista de 1889
A Junta governativa paulista de 1889 foi um triunvirato formado por:
- Prudente de Morais[3][2]
- Rangel Pestana
- Joaquim de Sousa Mursa.

A junta governativa assumiu o governo do estado em 16 de novembro, permanecendo no cargo até 14 de dezembro de 1889.